# Vrbenské rybníky
Přírodní rezervace Vrbenské rybníky leží na severozápadním okraji Českých Budějovic a má rozlohu 245,8 ha. Zahrnuje čtyři velké rybníky a rozsáhlé plochy přilehlých mokřadů a luk, vyznačuje se bohatou a unikátní faunou, flórou a mykoflórou. Zřízena byla k 1. dubnu 1990, od roku 1993 jí prochází naučná stezka Po hrázích Vrbenských rybníků.
Rezervace patří do soustavy NATURA 2000 jako součást evropsky významné lokality o rozloze 363,2 ha a jako součást rozsáhlé (6362 ha) ptačí oblasti Českobudějovické rybníky.

## Charakteristika

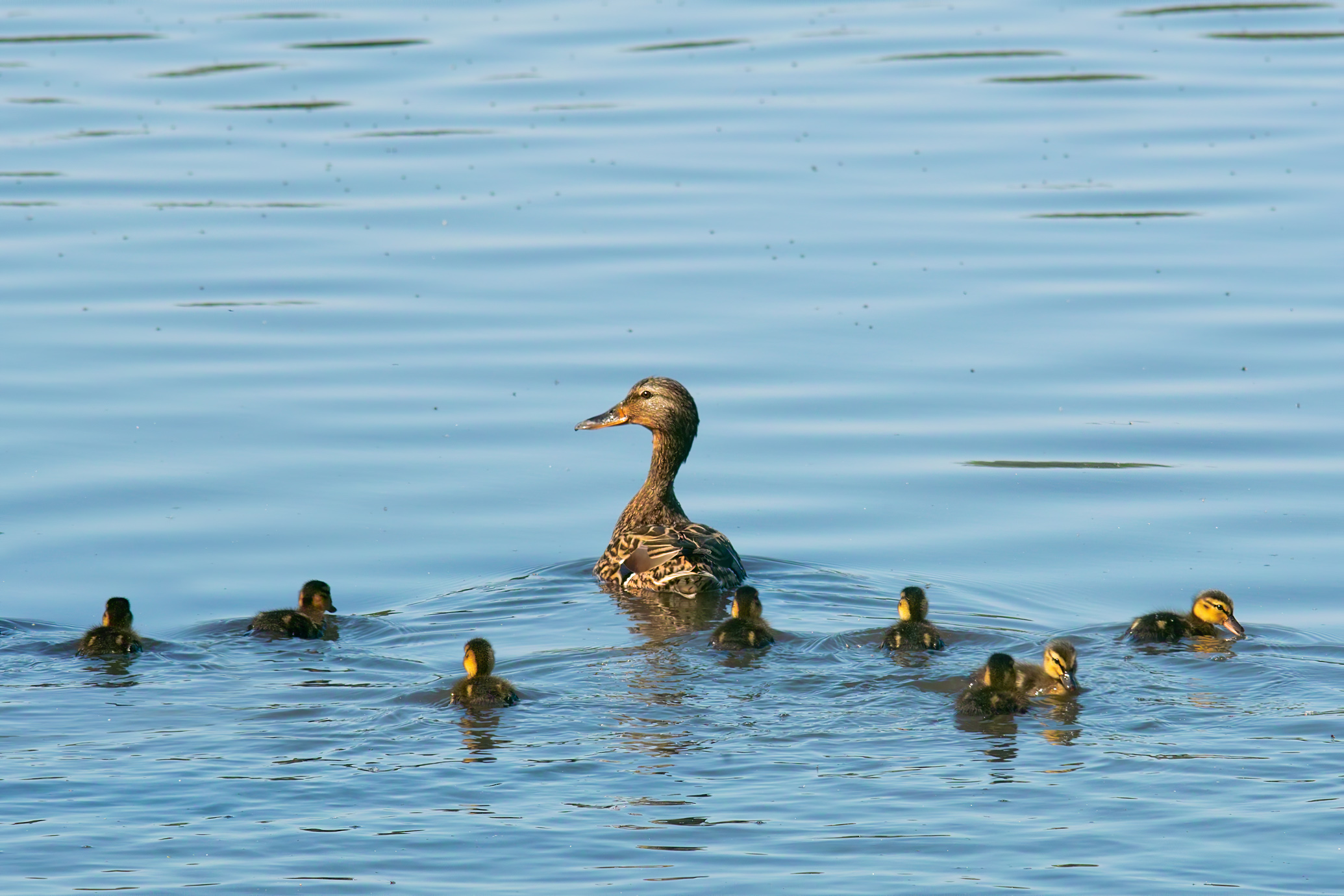
Kachna divoká na Dominu

Velice ceněné jsou jednak rybníky a jejich břehy, které poskytují vynikající podmínky pro vodní ptactvo, jednak přilehlé bažinné olšiny a unikátní dubové porosty na hrázích. Na území rezervace hnízdí okolo devadesát druhů ptactva, řada dalších tažných ptáků (zejména vodních) ji užívá jako zastávku na svých přeletech mezi hnízdištěm a zimovištěm.

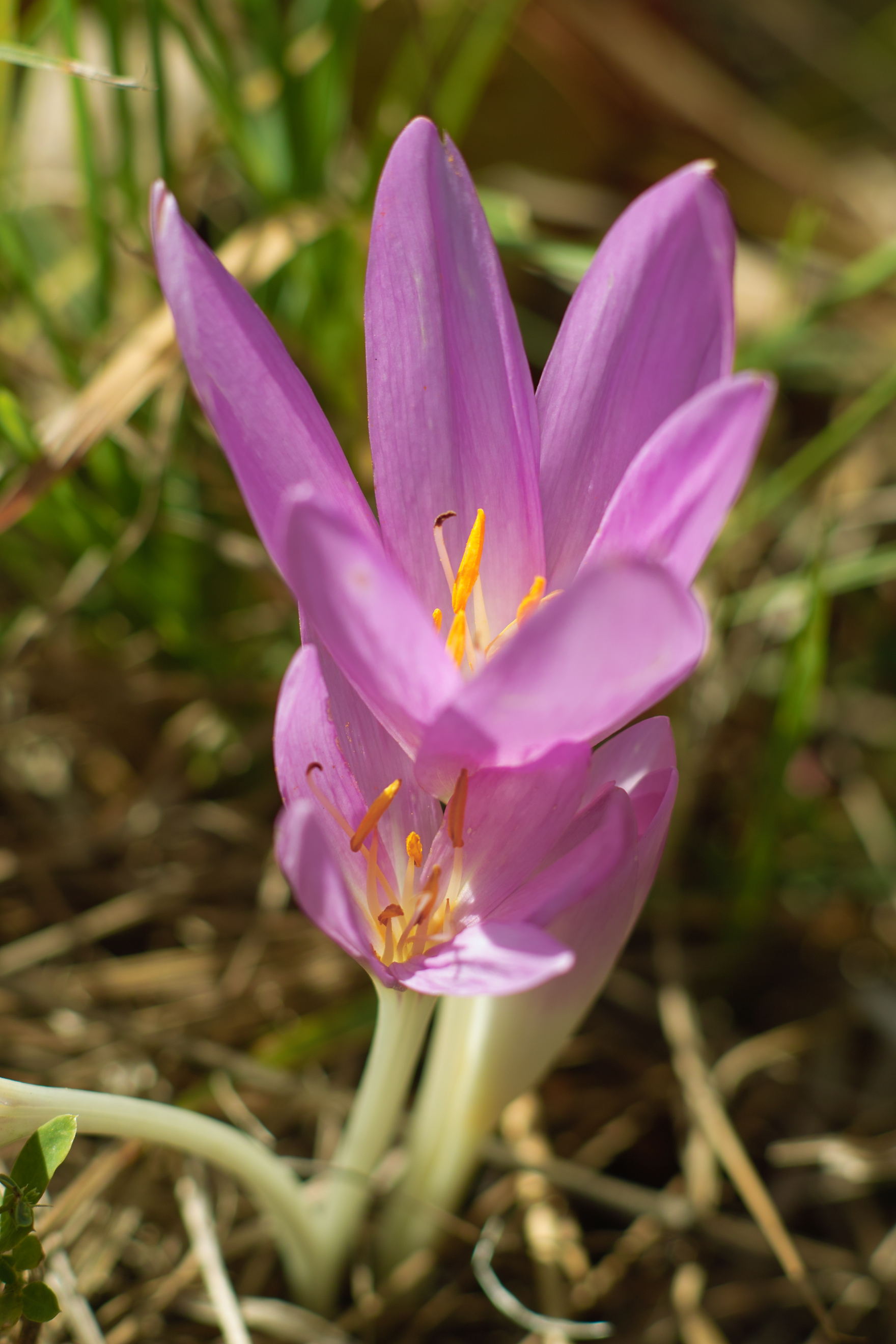
Vrbenské rybníky, ocún jesenní

Velmi ceněné jsou i z hlediska entomologů, neboť se zde vyskytuje velmi bohaté společenstvo motýlů (831 druhů, pro některé to je jediná známá lokalita výskytu na území ČR). Při okraji rezervace leží bažantnice.
Příhodná poloha vzhledem k největším českobudějovickým sídlištím předurčuje území rezervace k procházkám. Rezervace je hojně navštěvovaná po turistických trasách, které zároveň slouží i jako cyklostezky, a je rovněž cílem řady přírodovědných exkurzí. Na určitá místa je vstup zakázán.

## Rybníky
- Černiš (43 ha)
- Domin (17 ha)
- Starý vrbenský rybník (22 ha)
- Nový vrbenský rybník (13 ha)

## Fauna
očkovec tmavý (Cyclophora pendularia), bukač velký (Botaurus stellaris), kvakoš noční (Nycticorax nycticorax)

### Entomologie
V rámci dlouholetého monitoringu území (zahájený již počátkem 20. století) bylo zjištěno přes 900 druhů motýlů, někteří z nich se v rámci ČR vyskytují pouze zde. K nejvýznamnějším patří můra rákosnice ostřicová Phragmithiphila nexa (jediná lokalita v Čechách), makadlovka Chionodes ingnorantellus (jediná lokalita v Čechách), mol Tinea steueri (jediná lokalita v ČR), píďalka Cyclophora pendularia, přástevník Pelosia muscereda, trávníček Elachista pomerana (jediná lokalita v ČR).
Brouci vodomil Helophorus obscurus a drtník olšový Xyleborus pfeili jsou z Čech známi pouze na této lokalitě. Dalším vzácným druhem je slunéčko Sospita vigintiguttata (tento druh v Bavorsku uvádějí na červeném seznamu).
Ze síťokřídlých se v rezervaci jako na jediné lokalitě České republiky vyskytuje bělotka Coniopteryx tjederi. K vzácným druhů dvoukřídlého hmyzu patří stínomilka Trigonometopus frontalis (navržena na zvlášť chráněný druh), smutnice Zygoneura sciarina (v ČR jen na třech lokalitách), a dále zástupci tiplíkovitých (Ceratopogonidae), konkrétně Certopogon crassinervis a Brachypogon perpusillus (jediná lokalita v ČR pro oba druhy). Proběhl zde také výzkum zaměřený na zástupce chrostíků, jehož výsledky spravuje Entomologický ústav AVČR.

### Ornitologie
V rezervaci bylo zjištěno více než 193 druhů ptáků (184 druhů k roku 1995), z nichž 80 druhů jich na lokalitě hnízdí. Z vodního ptactva patří k vzácnějším zrzohlávka rudozobá (Netta rufina), dále se vyskytují husa velká (Anser anser), kachna divoká (Anas platyrhynchos), kopřivka obecná (Anas strepera), lyska černá (Fulica atra), polák chocholačka (Aythya fuligula), polák velký (Aythya ferina), potápka černokrká (Podiceps nigricollis), potápka roháč (Podiceps cristatus), volavka bílá (Ardea alba), volavka popelavá (Ardea cinerea) a řada dalších.
Na hrázích je potvrzený výskyt 67 druhů, především pěvců. Budníček menší (Phylloscopus collybita), pěnkava obecná (Fringilla coelebs), vrabec polní (Passer montanus), sýkora modřinka (Cyanistes caeruleus) a další.
V roce 2012 se v rezervaci objevilo několik ornitologických rarit. Zahnízdily zde tři páry pisil čáponohých (Himantopus himantopus), které na území České republiky létají velmi nepravidelně a hnízdí zde zcela ojediněle. Další vzácností byl výskyt dvou jedinců ibise hnědého (Plegadis falcinellus). S výjimkou roku 2008 hnízdí v rezervaci pravidelně od roku 2007 volavka stříbřitá (Egretta garzetta).

## Flóra

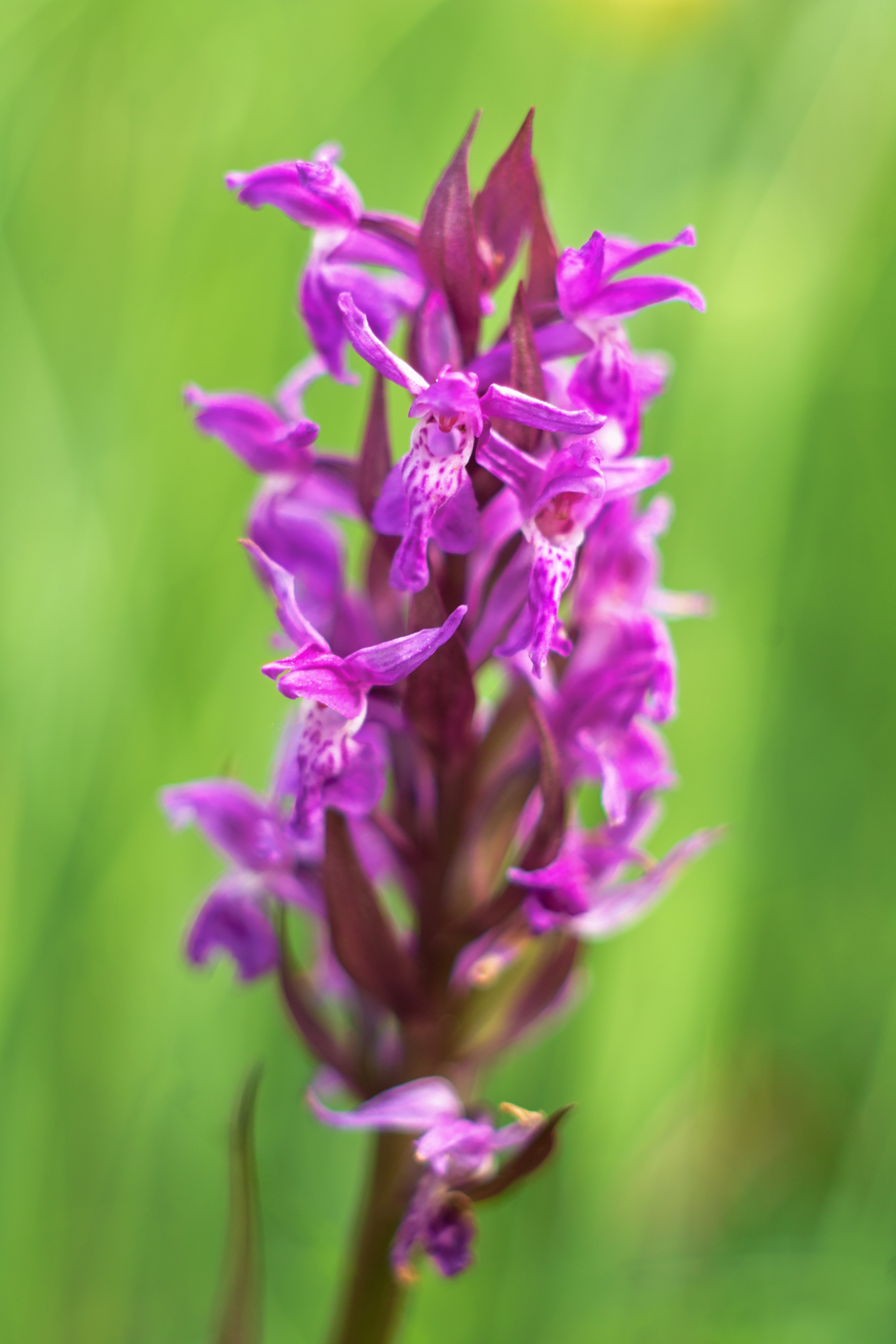
Vstavač májový, Vrbenské rybníky

V rezervaci je potvrzen výskyt více než 400 druhů vyšších rostlin, což znamená druhově velmi bohatou oblast. Přímo na rybnících roste kotvice plovoucí (Trapa natans), šmel okoličnatý (Butomus umbellatus) a stolístek přeslenatý (Myriophyllum verticillatum). V pobřežních oblastech se vyskytují orobinec úzkolistý (Typha angustifolia), rákos a zblochan bahenní. Mokřadní louky jsou z 20 % kryté rašeliníkem, z bylin se vyskytují bazánovec kytkokvětý, zábělník bahenní (Potentilla palustris). Na loukách roste orchidej prstnatec májový (Dactylorhiza majalis), všivec ladní (Pedicularis sylvatica) a ocún jesenní (Colchicum autumnale). V bažinných olšinách tvoří bylinné patro ďáblík bahenní (Calla palustris), kapraď hřebenitá (Dryopteris cristata), kapradiník bažinný (Thelypteris palustris), žebratka bahenní (Hottonia palustris), z dřevin se především na okrajích vyskytují bříza pýřitá (Betula pubescens), bříza bělokorá (Betula pendula), dub letní (Quercus robur) a borovice lesní (Pinus sylvestris).
- ostřice vyvýšená (Carex elata)
- žluťucha lesklá (Thalictrum lucidum)
- hadí mord nízký (Scorzonera humilis)
- mateřídouška polejová (Thymus pulegioides)

## Mykoflóra
Vrbenské rybníky a jejich bezprostřední okolí patří k významným mykologickým lokalitám, kde byl popsán výskyt řady hřibů včetně teplomilných a ohrožených druhů, které jsou z většiny mykorhizně vázané na kořeny dubů: K nejvzácnějším patří hřib královský (Boletus regius), který je chráněný zákonem a dále vzácné a ohrožené druhy evidované v Červeném seznamu hub České republiky jako hřib přívěskatý (Boletus appendiculatus), hřib Le Galové (Boletus legaliae), hřib pružný (Aureoboletus gentilis), hřib plavý (Hemileccinum impolitum), hřib bronzový (Boletus aereus) a hřib rubínový (Rubinoboletus rubinus). Z dalších vzácných ale i běžnějších druhů hřibovitých lze jmenovat hřib medotrpký (Boletus radicans), hřib červený (Xerocomellus rubellus).
Mimo hřibovité houby se zde vyskytuje řada dřevokazných hub (na dubech často sírovec žlutooranžový, pstřeň dubový) a četné druhy holubinek.

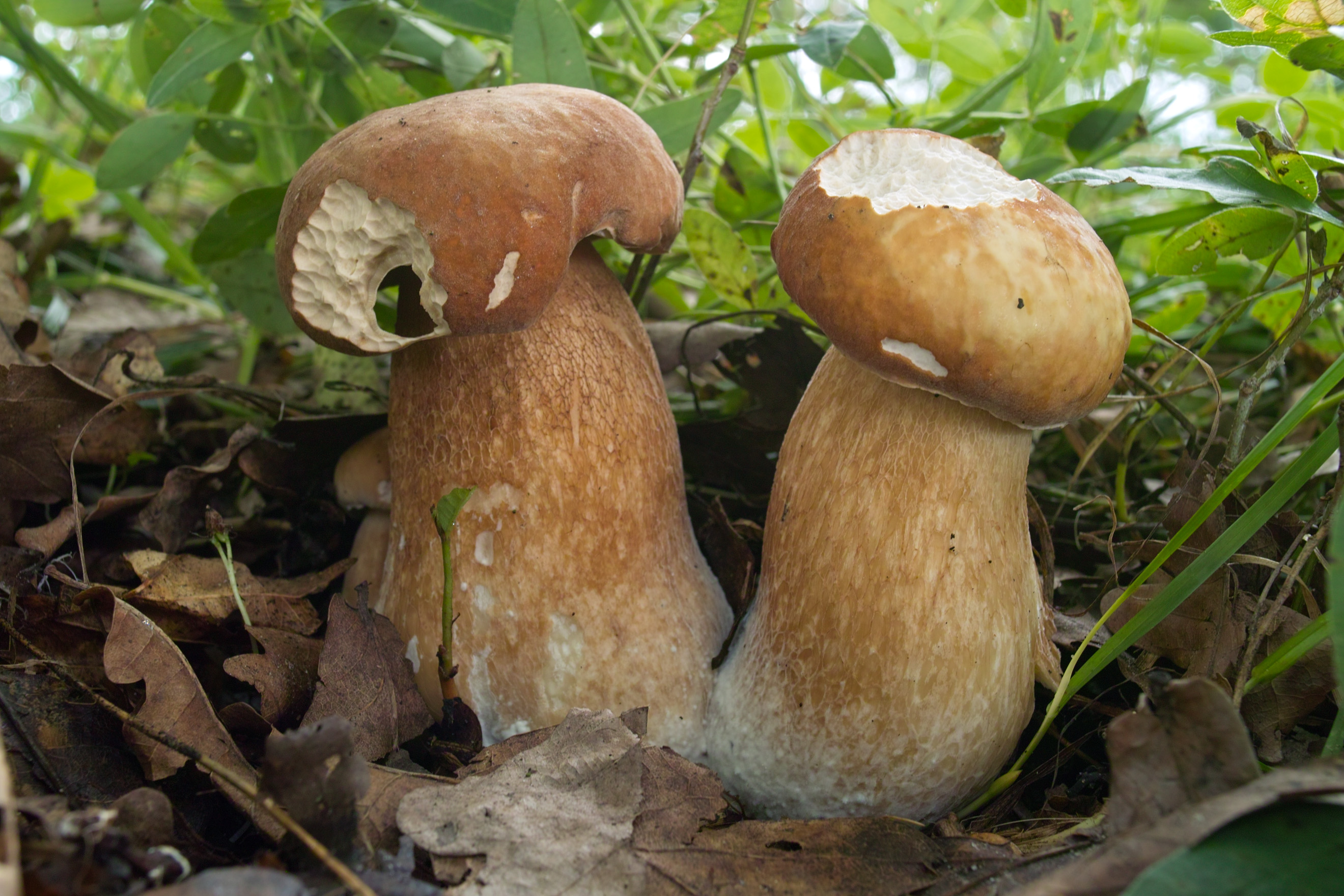
Hřib dubový
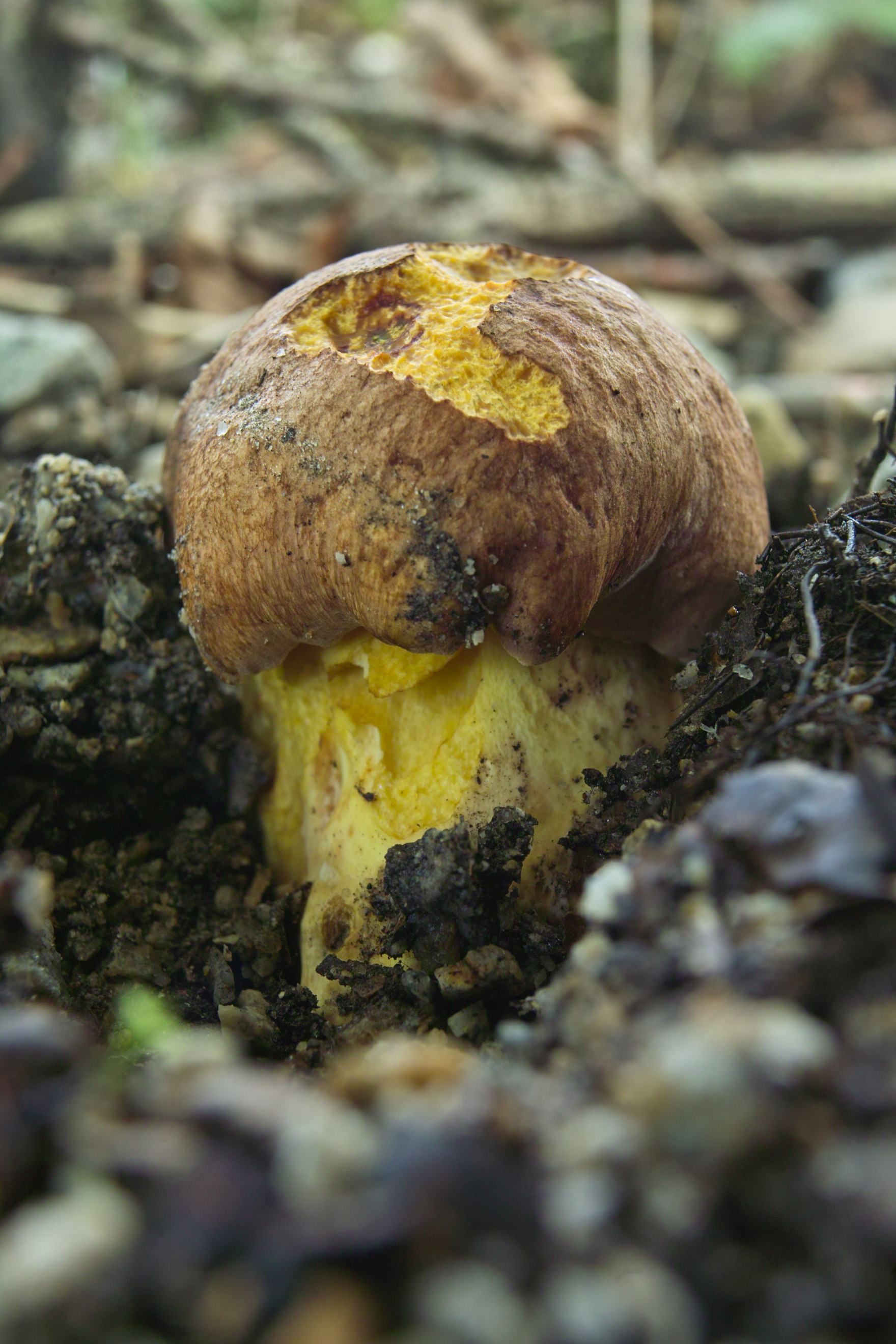
Hřib přívěskatý – mladá plodnice
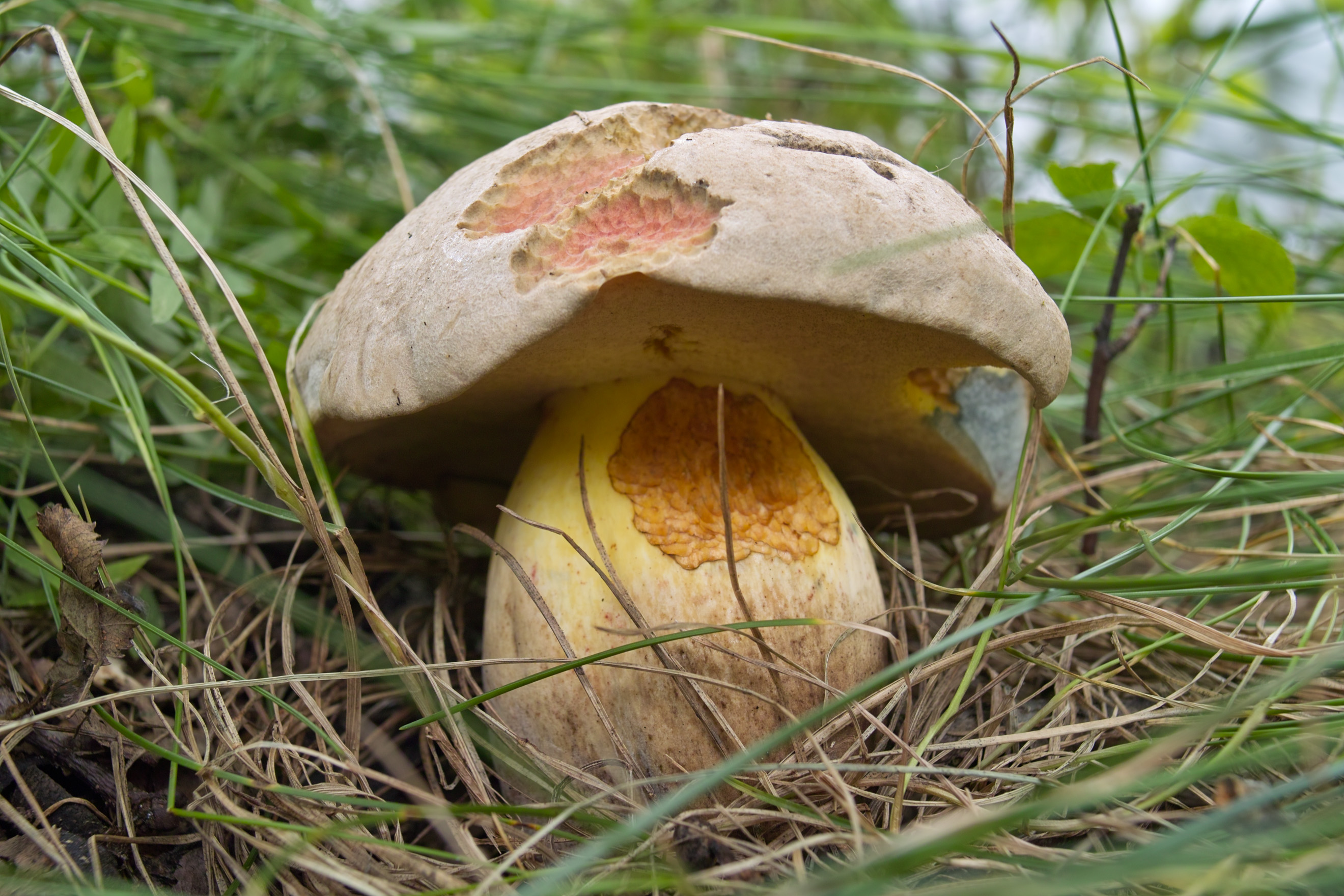
Hřib medotrpký
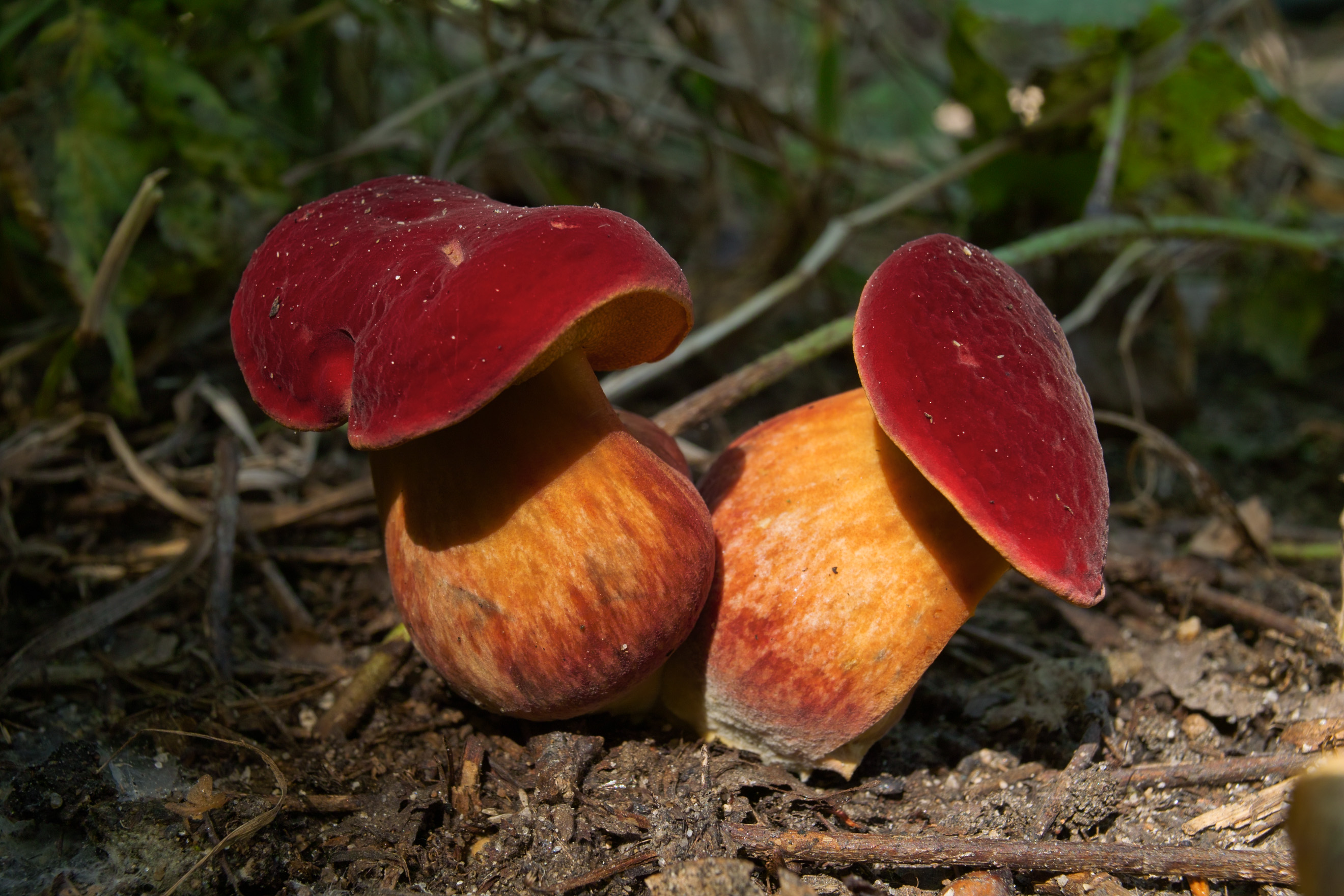
Hřib červený
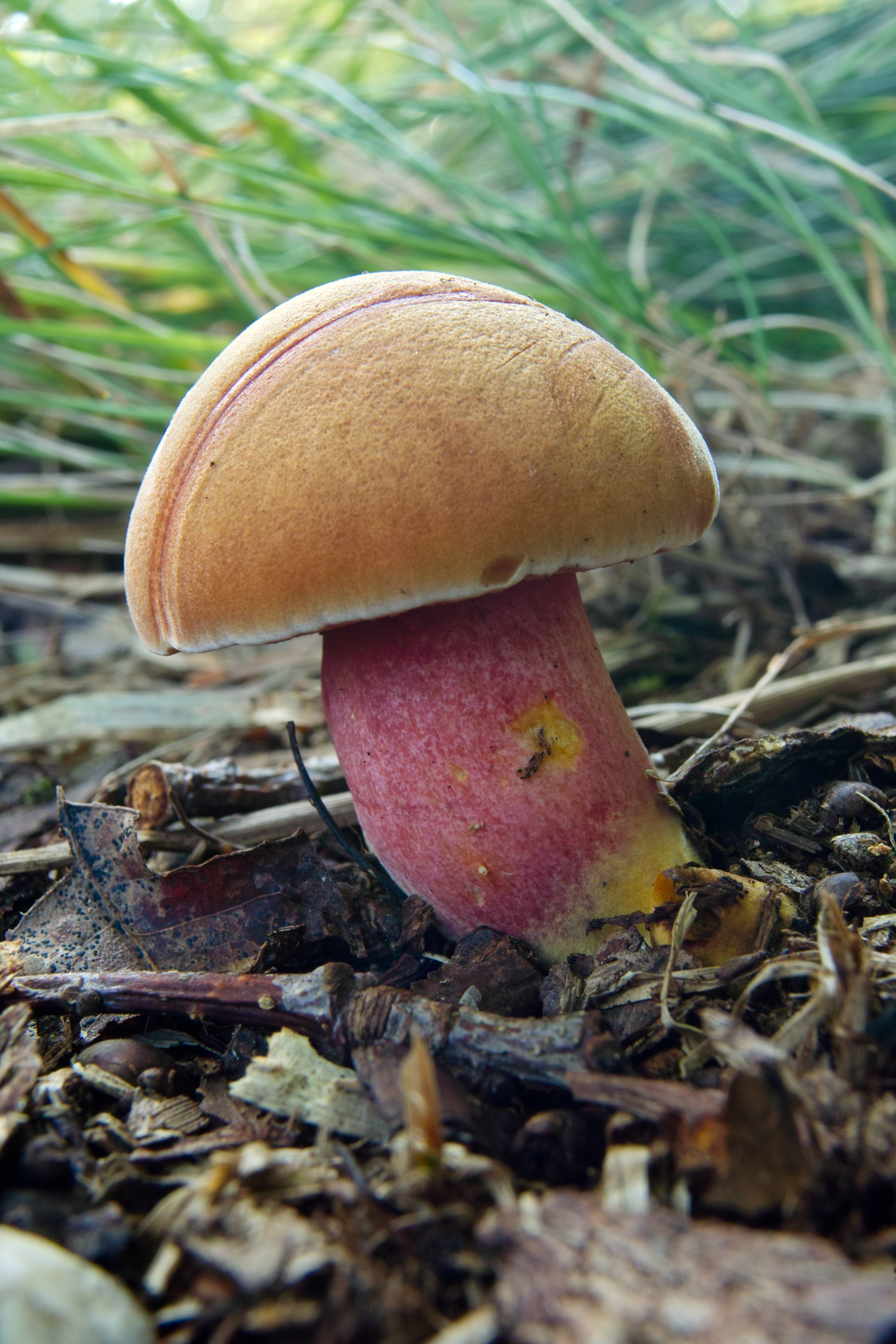
Hřib rubínový
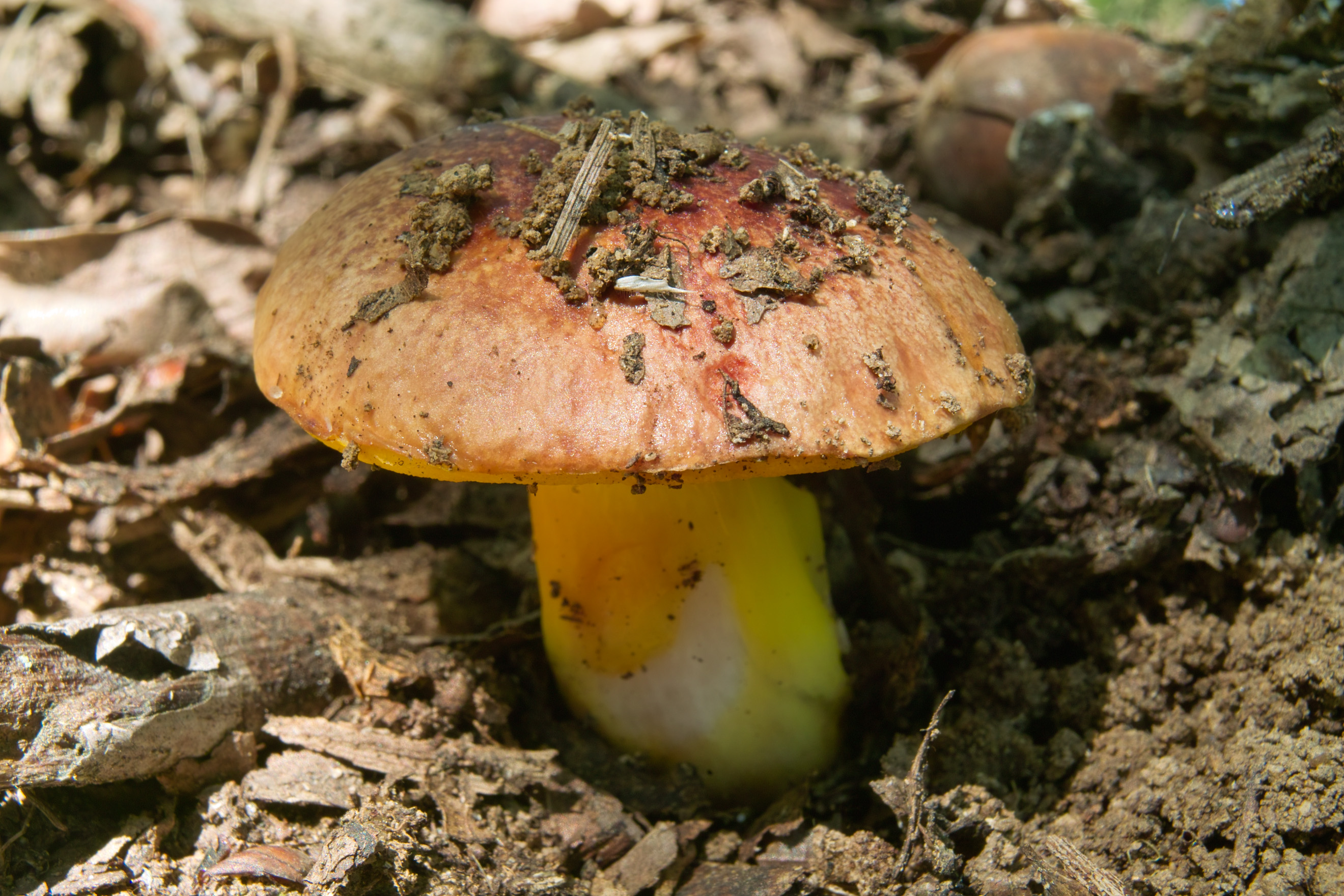
Hřib pružný

## Astronomické jevy
V neděli 3. prosince 2017 kolem 18:15 se na obloze objevil bolid. Z důvodu nepříznivého počasí nebyl pozorován odborníky, upozornili na něj dva náhodní chodci. Podle výpočtů provedených na základě záznamů stanic v Ondřejově a na Churáňově dopadla jedna ze dvou větších částí bolidu (zhruba 250 gramů) do oblasti přírodní rezervace Vrbenské rybníky.